# Johan Dalgaard
 (février 2025).
Pour les articles homonymes, voir Dalgaard.
Johan Dalgaard est un claviériste, réalisateur de chansons et animateur radio né à Aarhus, au Danemark, le 31 janvier 1977. Il vit à Paris depuis 1998.

## Biographie
(février 2025).
Pendant ses premières années en France il évolue dans la milieu de blues franco-américain. En 2000, il est élu meilleur clavier blues en France aux France Blues Awards.
En 2004, il commence une transition vers des styles plus « grand public ». Il a participé à des tournées de Johnny Hallyday, Mylene Farmer, Camille, Benjamin Biolay,, Jean-Louis Aubert, Yael Naïm, Christophe Maé, Louise Attaque,, Damien Saez, Piers Faccini et Gaëtan Roussel et  Alan Stivell.
Il a participé comme musicien de studio à plus de 150 albums,, notamment des disques de Christophe Maé (Mon paradis, On trace la route, L'Attrape-rêves, La Vie d'artiste, Cest drôle la vie), Calogero (Les Feux d'artifice, Liberté chérie, A.M.O.U.R.), Johnny Hallyday (Ça ne finira jamais, Tour 66), Benjamin Biolay (Grand Prix, Songbook), Vianney (N'attendons Pas), Gaëtan Roussel (Ginger, Orpailleur, Trafic), Camélia Jordana (Camélia Jordana), Imany (The Shape of a Broken Heart, Sous les jupes des filles, The Wrong Kind of War), Bénabar (Les Bénéfices du doute, Indocile heureux), Kyo (L'Équilibre), Renan Luce (Le Clan des miros) ou Revolver (Music for a While, Let Go), totalisant plus de 10 millions de disques vendus.
Il est réalisateur de disques. En 2018 il réalise Le Désordre des choses d'Alain Chamfort, bien reçu par la critique, nommé aux Victoires de La Musique 2019 dans la catégorie « Album de chansons » et dont la chanson Tout est pop a reçu le grand prix de la chanson de l'année de l'Union nationale des auteurs et compositeurs (UNAC). En janvier 2021, sort l'album L'Indocile Heureux par le chanteur Bénabar, un disque sur lequel Johan Dalgaard a produit 10 chansons sur 12. Il est entré directement à la première place du top albums et a eu une réception positive dans les médias,. L'album C'est drôle la vie de Christophe Maé, que Dalgaard a co-réalisé, sort en mars 2023 et est disque de Platine. La critique le qualifie comme meilleur album du chanteur. En mars 2024, sort l'album L'Impermance d'Alain Chamfort, sur lequel Dalgaard a réalisé 9 titres sur 11. Porté par le titre La Grâce, cet album a été chaleureusement accueilli par la critique, et nommé deux fois aux Victoires de la Musique 2025 dans les catégories « Album » et « Création Audio-Visuelle ».
Il présente avec Jean-Jacques Milteau, depuis 2017, l'émission de soul/blues Bon Temps Rouler sur l'antenne de TSF Jazz.